# Paul Wolfisberg
Paul Wolfisberg (*  15. Juni 1933 in Horw (LU); † 24. August 2020 ebendort) war ein Schweizer Fussballspieler und -trainer. Als Spieler wirkte er in den 1950er und 1960er Jahren für den FC Luzern, mit dem er 1960 den Schweizer Cup gewann. Er war von 1981 bis 1985 und erneut 1989 für ein Spiel Trainer der Schweizer Nationalmannschaft.

## Karriere
In seiner Jugend spielte Wolfisberg beim örtlichen FC Horw, ehe er mit 16 zu Beginn der Saison 1951/52 zum damaligen Zweitligisten FC Luzern wechselte. 1953 gelang der Aufstieg in die Nationalliga A. Wolfisberg war hauptberuflich Architekt und gelernter Hochbauzeichner; mit Fussball begann er sich erst spät schwerpunktmässig zu beschäftigen. Er war Captain der Luzerner Mannschaft, die im Final des Schweizer Cups 1959/60 den FC Grenchen mit 1:0 besiegte. In der Nationalliga A bestritt er bis 1966 208 Erstligapartien für die Luzerner, in denen er 23 Tore erzielte. 1954/55 bestritt er zudem zehn Erstligaspiele für den FC Biel-Bienne, weil er in Biel am Technikum studierte, in denen er einmal traf. Danach wurde er von Rudi Gutendorf zum FC Luzern zurückgeholt, trainierte aber während der Studienzeit weiter mit Biel-Bienne. Nach seinem Studium verdiente er  als Fussballer etwa 800 Franken, und als Angestellter mit Technikumsabschluss erhielt er ebenfalls 800 Franken.
Mit 33 Jahren trat er beim SC Buochs seine erste Stelle als Trainer an und führte den Verein in die Nationalliga B. Danach wollte er sich wieder hauptberuflich der Architektur widmen, trainierte dann aber doch weiter: den SC Kriens und danach seinen Heimatverein FC Luzern.
Schliesslich trainierte er auch die Nationalmannschaft für fünf Jahre von 1981 bis Ende 1985, nachdem ursprünglich nur ein Engagement für vier Spiele ausgemacht worden war. Seine Mannschaft, in der u. a. Lucien Favre, Heinz Lüdi, Gianpietro Zappa, Heinz Hermann und Andy Egli spielten, wurde «Abbruch GmbH» oder oft auch «Die Wölfe» genannt. Unter seiner Ägide schlug die Schweiz unter anderem England, die Niederlande und Italien und holte gegen Brasilien ein Unentschieden. 1989 war er noch einmal kurz Interimstrainer der Mannschaft. Von insgesamt 51 Länderspielen unter ihm verlor die Schweiz nur 15, erreichte allerdings keine Teilnahme an einer Turnier-Endrunde. Im Dezember 1993 war er nach der Entlassung von Bertalan Bicskei noch einmal kurzzeitig Interimstrainer beim FC Luzern, ehe er zum Jahreswechsel an Timo Konietzka übergab.
Während seiner Zeit in Biel lernte er seine Frau Marcelle Péclard kennen, die aus Vevey kam und bei Omega arbeitete. Die beiden heirateten 1957 und hatten einen Sohn und eine Tochter. Seine Frau verstarb an Brust- und Knochenkrebs. Sein Sohn ist nach einem Schiffsunglück in den Philippinen verschollen. Bis zuletzt lebte Paul Wolfisberg, der zwischenzeitlich einen Hirnschlag erlitt, in seinem Geburtsort Horw und verwaltete seine Immobilien. Bei Spielen des FC Luzern war er oft auf der Tribüne anzutreffen. Er verstarb am 24. August 2020 im Alter von 87 Jahren infolge eines Schwächeanfalls in Horw.